# Skarlátfejű csiröge
A skarlátfejű csiröge (Amblyramphus holosericeus) a madarak osztályának verébalakúak (Passeriformes) rendjébe, azon belül a csirögefélék (Icteridae) családjába tartozó Amblyramphus nem egyetlen faja.
Magyar neve, forrással nincs megerősítve.

## Rendszerezése
A fajt Giovanni Antonio Scopoli osztrák természettudós írta le 1786-ban, a Xanthornus nembe Xanthornus holosericeus néven.

## Előfordulása
Dél-Amerikában, Argentína, Bolívia, Brazília, Paraguay és Uruguay területén honos. A természetes élőhelye síkvidéki vizes területek, patakok, folyók és mocsarak környéke. Vonuló faj.

## Megjelenése
Testhossza 22,5-25 centiméter, testtömege 75-86 gramm.

## Életmódja
Többnyire rovarokkal táplálkozik, de fogyaszt magvakat is.